# Hans Bartholin
Hans Bartholin, född den 16 april 1665 i Köpenhamn, död där den 31 oktober 1738, var en dansk teolog, son till professor Thomas Bartholin den äldre.
Fram till sin fars död (1680) blev han undervisad i hemmet på Hagestedgård, men senare kom han till Köpenhamns skola, och år 1683 blev han student. Redan 1684 reste han utomlands för att i Nederländerna, England och Frankrike studera österländska språk och den bibliska filologin. I Paris blev han nära vän med sin landsman Morten Reenberg, som genom att dagligen besöka honom skyddade honom från dåligt sällskap - en väntjänst, som Bartholin aldrig glömde. 
År 1688 blev han hemkallad för att överta en professur i filosofi och en adjunktur i teologi vid universitetet, och efter några få år blev han prost vid Kommunitetet och professor i hebreiska språket. Slutligen blev han 1693 medlem av den teologiska fakulteten, och som sådan försvarade han för den teologiska doktorsgrad en avhandling: De Deo triuno, den sista teologiska doktorspromotionen på lång tid; först 1736 påträffar vi nästa. 
Bartholin var medlem av den kommission, som efter kunglig order trädde samman för att genomse Baggers altarbok och för,  med Kingos psalmbok som grundlag, att utarbeta "en fuldkommen Salmebog" både till kyrkobruk och till husandakt. Då Själlands biskopsstol blev ledig 1710, väntade sig många att se Bartholin som Henrik Bornemanns efterträdare; men Christen Worm, en ättling till en annan berömd professorsfamilj, blev föredragen i hans ställe, enligt uppgift därför att Jacob Lodberg genom sin vän, hovpredikanten F.J. Lütkens, hade motarbetat hans val. 
Det var vänskapen med magister Reenberg, som hade bragt Bartholin i fejd med Lodberg, och striden mellan de två teologerna rörde sig särskilt om spörsmålet, huruvida änglarna var skapade under de sex dagarna eller före dessa. Det första påstod Bartholin, och i en lärd disputation bekämpade han den motsatta uppfattningen som socinianism. Bartholin var nämligen inte blott en lärd, utan också en ivrig ortodox teolog. I sina Elementa theologica (1710), som under en del år var en uppskattad teologisk lärobok, gav han en framställning av dogmatiken, som på vissa sätt kan betraktas som en vägledning till förståelse av Jesper Brochmands berömda system. 
I Bartholin hade pietismen en av sina bittraste motståndare. Då pietisterna började sitt arbete för missionen, sökte han i några theses, som endast föreligger i handskrift, att gendriva deras stora förväntningar om hedningarnas omvändelse; då de 1723 fick deras egen katekes, anbefalld av biskop Worm, varnade han för boken som farlig för den rena läran, och kort före sin död samlade han alla sina invändningar mot pietismen i en liten, även den endast handskriven, skrift, Underretninger om en Del Pietisters Vildfarelse, som är att betrakta som ortodoxins svanesång i Danmark. 
Pietisterna hade emellertid inte lämnat Bartholin utan svar. Den svärmiske klockaren på Lolland Christian Mundt menade sig rent av kunna bevisa, att Bartholin varken förstod "Begyndelsens Elementer i Guds synderlige Ord eller den almindelige Katekismus", och han förklarade, att i Bartholins "Elementer" var der "ikke én Trosartikel ret lært efter Troens Maade i Profeternes og Apostlernes Skrifter uden den ene Artikel om den hellige Skrift", som Bartholin efter klockarens mening ändå inte förstod. År 1731 nedlade Bartholin alla sina ämbeten och drog sig tillbaka till herrgården Kongsdal, som dock inte var hans egendom.